# Sphenomorphus pratti
Sphenomorphus pratti — вид сцинкоподібних ящірок родини сцинкових (Scincidae). Мешкає в Індонезії і Папуа Новій Гвінеї.

## Поширення і екологія
Sphenomorphus pratti мешкають на островах Нова Гвінея, Біак і Япен, на архіпелазі Бісмарка та островах Алміралтейства. Вони живуть у вологих тропічних лісах, на узліссях та на високогірних луках, на висоті до 1400 м над рівнем моря. Ведуть наземний, риючий, денний спосіб життя. Живляться дощовими черв'яками, відкладають яйця.